# Řády, vyznamenání a medaile Beninu

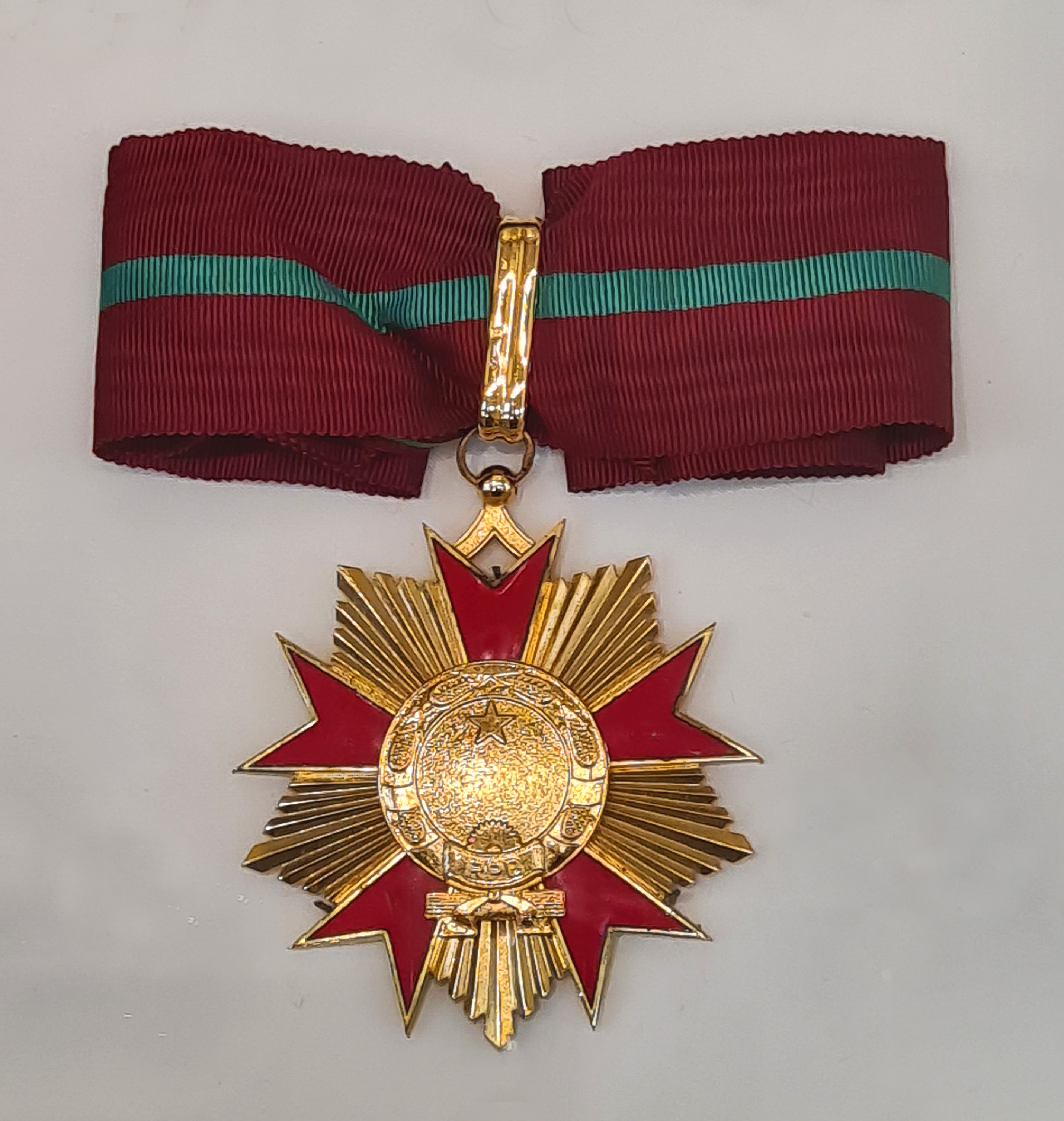
Národní řád Beninu, třída komtura

Mezi státní vyznamenání Beninu patří či patřila následující vyznamenání:

## Dahomejské království
- Řád Černé hvězdy (Ordre de l'Étoile Noire) byl založen 1. prosince 1889.[1] Udílen byl v pěti třídách občanům Francie i cizím státním příslušníkům za rozšiřování francouzského vlivu v západní Africe. Zrušen byl 3. prosince 1963.[2][3]

## Dahomej a Benin

### Řády
- Národní řád Beninu (původně Národní řád Dahomeje) (Ordre National du Bénin) byl založen 21. července 1960. Udílen je v pěti třídách za vynikající služby civilní i vojenské povahy ve prospěch národa.[4][5]
- Národní řád za zásluhy (Ordre du Mérite du Bénin) byl založen 24. října 1961. Udílen je v pěti třídách za vynikající služby civilní i vojenské povahy ve prospěch národa.[5]
- Národní řád Beninské lidové republiky
- Řád za společenské zásluhy (Ordre du Mérite social) byl založen 31. prosince 1962. Udílen je ve třech třídách za zásluhy v oblasti sociálního a ekonomického rozvoje.[6]
- Řád za zásluhy v zemědělství (Ordre du Mérite agricole) byl založen 31. prosince 1962. Udílen je ve třech třídách za zásluhy v oblasti zemědělství.[7]

### Medaile
- Medaile cti
- Vojenská záslužná medaile
- Policejní medaile cti (Médaille d'honneur de la Police républicaine) byla založena v listopadu 1962. Udílena je policejním důstojníkům za odvahu a 20 let příkladné služby.[8]
- Medaile odboje
- Medaile osvobozenecké armády
- Medaile přátel revoluce
- Medaile za zranění ve válce
- Medaile pro mučedníky války o národní osvobození
- Medaile Národní lidové armády
- Medaile za zranění
- Medaile veteránů revoluce